# Oiã
Oiã is een plaats (freguesia) in de Portugese gemeente Oliveira do Bairro en telt 6712 inwoners (2001).